# Botby
Botby (fi. Vartiokylä) är en stadsdel och ett distrikt i Helsingfors stad, nordväst om Botbyviken (fi. Vartiokylänlahti). Delområden inom stadsdelen är Botbyåsen, Botby gård, Botbyhöjden, Marudd, Kasåkers industriområde och Östra centrum.
Botby har fått sitt namn av en fornborg från 1200-talet. Största delen av markerna hörde i tiderna till Botby gård med anor från 1500-talet. Företaget Botby Gods köpte upp herrgårdens marker år 1917 och byggde upp Marudds villasamhälle. Efter att Borgåvägen, nuvarande Österleden, blev klar på 1930-talet byggde arbetare små hus åt sig i Botby. På 1960-talet började en omfattande byggnation av höghus i Botby. År 1982 öppnade Helsingfors metro med en ändstation i Botby, Östra centrum. År 1998 öppnades stationen Botby gård. I Kasåkers industriområde planerar man att bygga en ny stadsdel. Botby inkorporerades med Helsingfors år 1946. 
Botby grundskola bildades 1 augusti 2011 genom sammanslagning av Blomängens lågstadium och Botby högstadium. Botby högstadiums föregångare var Östra svenska läroverket (1973-77) och Botby svenska samskola (1963-1973).
Till Botby grundskola årskurs 7 kommer elever från Degerö, Brändö och Nordsjö lågstadieskolor samt Östersundom skola. I Botby högstadium blev eleverna Antti Hulkko och Jan Stenfors vänner på 1970-talet, mer kända som Andy McCoy och Nasty Suicide i rockgruppen Hanoi Rocks.

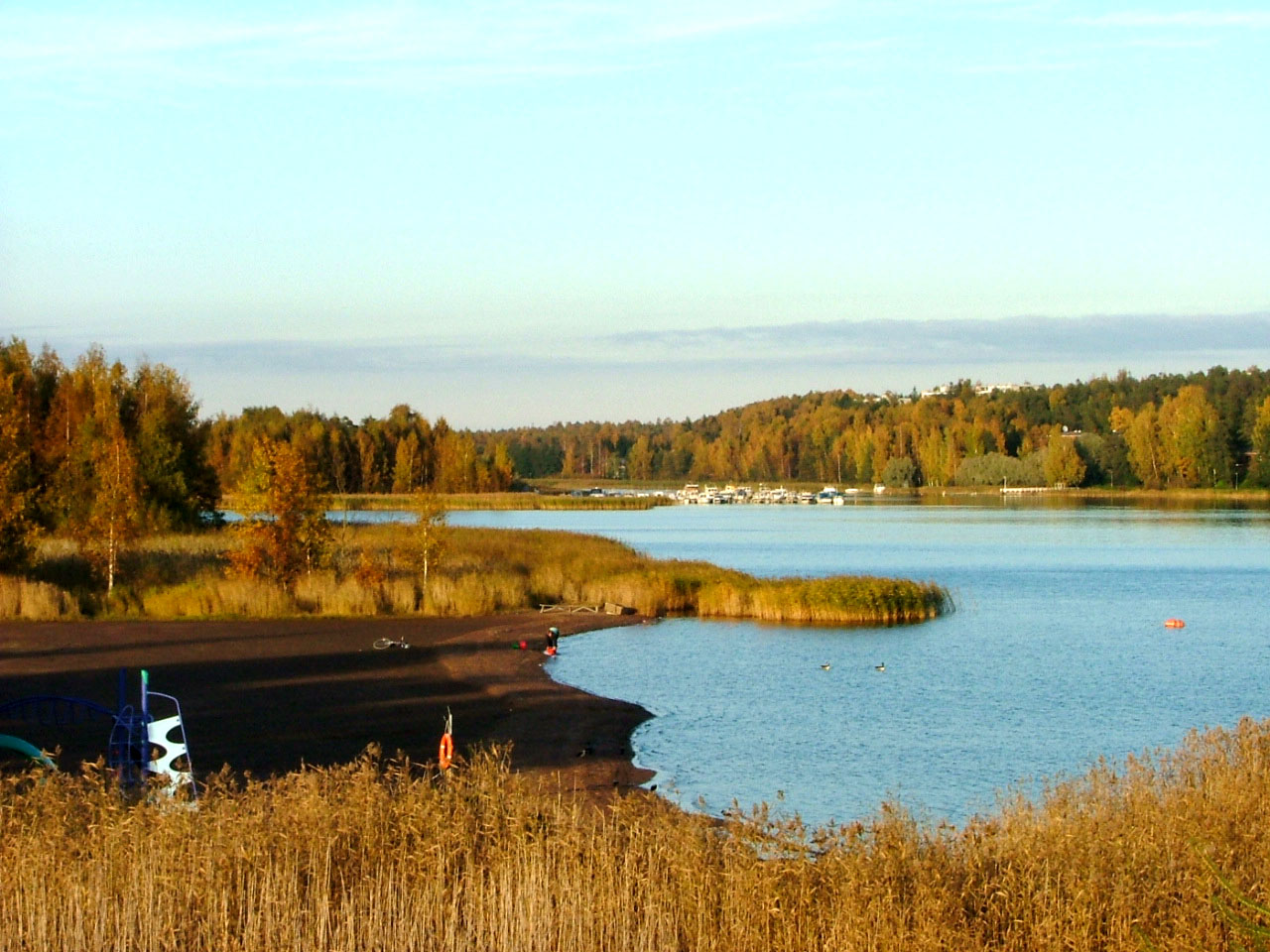
Botbyviken
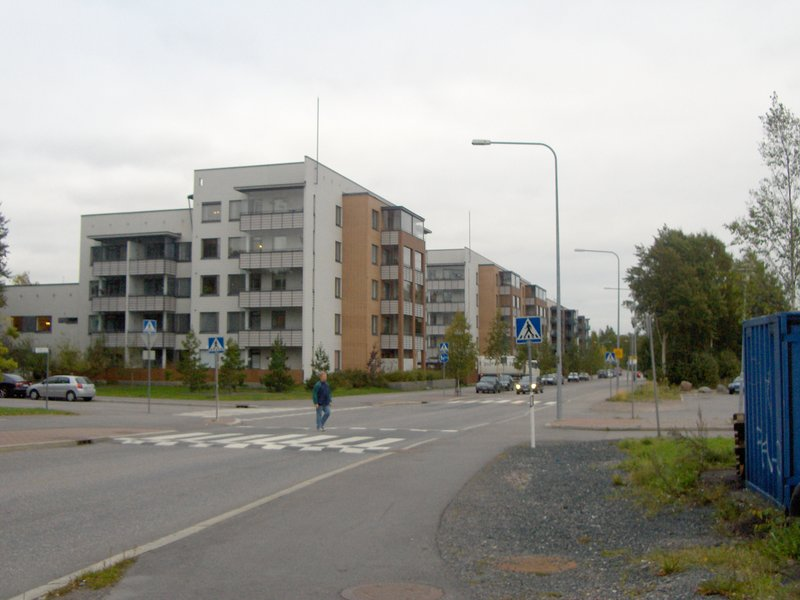
Botby gård
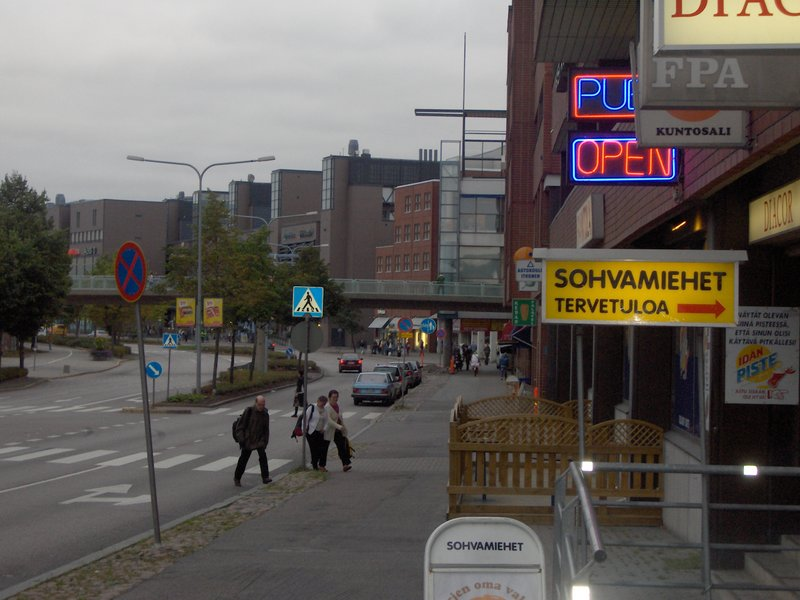
Östra centrum